# Esporte Clube Flamengo
El Esporte Clube Flamengo o conocido simplemente como Flamengo de Piauí es un club de fútbol de la ciudad de Teresina, en el estado de Piauí en Brasil. El club fue fundado el 8 de diciembre de 1937.

## Historia
El Flamengo fue fundado el 8 de diciembre de 1937, por el senador "Raimundo Melo de Arêa Leão". En 1939, dos años después de su fundación, el club conquista su primer campeonato estadual.
Fue campeón del Campeonato Piauiense en 1939, 1942, 1943, 1944, 1947, 1964 y 1965; posteriormente hizo su debut en la Taça Brasil. La primera vez en 1965, cuando fue eliminado en cuartos de final del "Grupo Norte" por Sampaio Corrêa, al año siguiente en 1966 alcanzó las semifinales del "Grupo Norte", donde fue eliminado por Paysandú.
En participaciones en torneos nacionales, el Flamengo ha estado presente en 6 ediciones del Campeonato Brasileño de Serie A desde 1971, 4 participaciones en la Serie B brasileña y en 11 ediciones de la Copa de Brasil.
En 1976, el club debuta en el Campeonato Brasileño de Serie A, terminando en la 38.ª posición, al año siguiente en 1977 finaliza en el puesto 56.º, en 1978 termina 66.º, en 1980 43.º y en 1985 finaliza en el lugar 39.º.
Volvió a ganar el Campeonato Piauiense en 1970, 1971, 1976, 1979, 1984, 1986, 1987 y 1988.
En 2000, el club participó en la Copa João Havelange, que sustituyó al campeonato brasileño de ese año. El club fue incluido en el "Módulo Verde" (equivalente a la segunda división), donde alcanzó la segunda ronda. Al año siguiente realizó su mejor actuación en la Copa de Brasil, cuando alcanzó los octavos de final. En primera y segunda ronda eliminó al Moto Club y Sport Recife, respectivamente. En octavos de final se enfrentó al Corinthians, en el partido de ida disputado en condición de local, perdió por un abultado 8-1, mientras que el partido de vuelta cayó por 3-0, siendo un 11-1 final en el marcador global.
En 2003 ganó por decimosexta vez el Campeonato Piauiense, tras vencer en la final, en un partido de desempate, al Parnahyba. En 2005 perdería por primera vez la categoría en el Campeonato Piauiense, cuando ocupó la última posición tras 14 partidos jugados y tan solo 8 puntos logrados. Ese mismo año disputó el Campeonato Piauiense de Segunda División, en el cual terminó en primer puesto de su grupo, clasificándose así a la final del torneo y regresando al Campeonato Piauiense del 2006; en la final perdió ante Barras.
En 2007 perdió la categoría por segunda vez en su historia, cuando llegó a la última fecha en penúltima posición. Su última rival fue el Corisabbá, equipo en última posición. Flamengo estaba obligado a ganar, mientras que tenía que esperar que 4 de Julho pierde de local ante Comercial, para así mantener la categoría a costa del descenso de 4 de Julho. El 13 de mayo de 2007, Flamengo venció 2-1 en condición de visita a Corisabbá, aunque la victoria le sirvió de nada, ya que 4 de Julho venció 6-3 a Comercial, perdiendo así nuevamente la categoría. Disputó el Campeonato Piauiense de Segunda División de 2007, sin embargo no pudo ascender, ya que quedó eliminado en semifinales.
En 2008 no se realizó el torneo de ascenso, debido a esto Flamengo no pudo disputar ningún torneo profesional ese año, sin embargo disputó la Copa Piauí, la cual pudo ganar tras vencer en la final a Picos. Además disputó partidos amistosos por el Caribe, donde enfrentó a la selección de fútbol de Surinam, al Groningen y al Inter Moengotapoe.
En 2009 pudo regresar al Campeonato Piauiense sin necesidad de disputar un ascenso, debido a la no realización de este por segundo año consecutivo. Ganó tanto la primera como la segunda fase del torneo (en ambas finales venció al 4 de Julho), gracias a esto pudo ganar por decimoséptima vez (y última hasta la fecha) la primera división estatal, clasificando al Campeonato Brasileño de Serie D de 2009 y la Copa de Brasil de 2010.
En la Serie D de 2009 quedó eliminado en fase de grupos, siendo último de su grupo. Ese mismo año ganó por segundo año consecutivo la Copa Piauí, clasificando así por segundo año consecutivo a la Serie D. En su segunda participación en la Serie D, volvió a ser último en su grupo, quedando eliminado nuevamente en fase de grupos. Disputó a su vez la Copa de Brasil, donde cayó eliminado en primera fase ante Palmeiras por 5-0 en el marcador global.
Volvió a ganar la Copa Piauí en 2012 y 2013, permitiéndole clasificar a la Copa de Brasil de 2013 y 2014. En la primera de ellas fue eliminado en primera fase ante Santos por un 4-2 de marcador global. En la segunda de ellas, fue eliminado igualmente en primera fase, en esta ocasión ante Atlético Goianiense, por un 3-2 de marcador global.
Los años siguiente fueron de irregularidad, sin poder clasificar a ningún torneo nacional. En el Campeonato Piauiense de 2022 perdió por tercera vez la categoría estatal, en esta ocasión de manera más humillante que en sus otros dos descensos. Comenzó el torneo empatando de local 0-0 ante 4 de Julho, posteriormente enlazó 10 derrotas consecutivas, la última de estas el 15 de marzo ante Parnahyba por 0-4 en condición de local, esta derrota hizo que descendiese, a falta de 3 fechas de culminar su participación. Sus 3 siguientes partidos fueron igualmente derrotas, cerrando el torneo con solo un punto de catorce partidos jugados.

## Rivalidades
Su principal adversario futbolístico es el Ríver de Piauí, con el cual disputa el clásico estadual el "Rivengo", una tradicional rivalidad regional en el fútbol brasileño.

## Entrenadores
- Celso Teixeira (diciembre de 2016–febrero de 2017)[7][8]
- Cícero Monteiro (febrero de 2017–marzo de 2017)[9][10]
- Nivaldo Lancuna (marzo de 2017–enero de 2018)[11][12]
- Jorge Pinheiro (enero de 2018–febrero de 2018)[13][14]
- Paulo Moroni (diciembre de 2019–?)[15]
- Edmilson Soares (agosto de 2023–presente)[3]

## Estadio
El equipo disputa sus partidos en el Estadio Governador Alberto Tavares Silva, popularmente conocido como Albertão con una capacidad para 52.000 personas y de propiedad del estado de piauí.

## Palmarés
- Títulos estaduales
  - Campeonato Piauiense (17):

1939, 1942, 1943, 1944, 1947, 1964, 1965, 1970, 1971, 1976, 1979, 1984, 1986, 1987, 1988, 2003, 2009
- - Copa Piauí (4):

2008, 2009, 2012, 2013
- Títulos amistosos
  - "Torneio dos 60 Anos":

2008